# Île-Tudy
Île-Tudy is een gemeente in het Franse departement Finistère, in de regio Bretagne. De plaats maakt deel uit van het arrondissement Quimper.
Île-Tudy was rond 1900 een vissershaven gespecialiseerd in de vangst van sardines. Er waren drie conservenfabrieken. Daarnaast werd en wordt er ook te voet met netten op schelpdieren gevist. Daarnaast kwam de oesterkweek en ook het toerisme. In de zomer ontvangt de gemeente tot 10.000 toeristen. Er is een overzetboot naar Loctudy aan de andere oever van de monding van de rivier Pont-l'Abbé.
De kerk werd gebouwd in de 18e en 19e eeuw.
De plaats werd in 1891 getroffen door een uitbraak van tyfus. Van de 1060 inwoners werden er 84 ziek en overleden er 16.

## Geografie
De onderstaande kaart toont de ligging van Île-Tudy met de belangrijkste infrastructuur en aangrenzende gemeenten.

## Demografie
Onderstaande figuur toont het verloop van het inwonertal (bron: INSEE-tellingen).